# Jugoslovanska hokejska liga 1973/74
Sezona 1973/74 Jugoslovanske hokejske lige je bila 31. sezona jugoslovanskega prvenstva v hokeju na ledu. Naslov jugoslovanskega prvaka so šestič osvojili hokejisti HK Olimpija Ljubljana. V osmem krogu prvenstva so na tekmi med Olimpijo in Jesenicami jeseniški hokejisti v tretji tretjini pri rezultatu 2:2 zapustili ledeno ploskev. Tekmovalna komisija pri Zvezi drsalnih in kotalkarskih športov Jugoslavije je najprej tekmo registrirala s 5:0 za Olimpijo, na pritožbo jeseniškega kluba je nato zahtevalo ponovitev tekme, v kateri so Jesenice premagale Olimpijo s 6:5 kar bi jim prineslo naslov prvaka, toda na pritožbo Olimpije je bil ponovno potrjen prvotni sklep komisije, ki je tekmo registriralo s 5:0 za Olimpijo. 

## Redni del

### 8. kolo
* - tekma je bila sredi tretje tretjine prekinjena.
| 10. februar 1974 | HK Olimpija Ljubljana | 2:2* | HK Acroni Jesenice | Hala Tivoli, Ljubljana |

| Poročilo tekme | Poročilo tekme      | Poročilo tekme         | Poročilo tekme    | Poročilo tekme                                   |
| -------------- | ------------------- | ---------------------- | ----------------- | ------------------------------------------------ |
|                | Petač 08 G. Hiti 25 | (1:0, 1:2, prekinjeno) | 40 Felc 40 M. Jan | Gledalci: 5000 Sodnika: Hegediš Sodnika: Ladocki |

#### Ponovljena tekma
| 22. februar 1974 | HK Olimpija Ljubljana | 5:6 | HK Acroni Jesenice | Hala Tivoli, Ljubljana |

| Poročilo tekme | Poročilo tekme                               | Poročilo tekme  | Poročilo tekme                                             | Poročilo tekme                               |
| -------------- | -------------------------------------------- | --------------- | ---------------------------------------------------------- | -------------------------------------------- |
|                | R. Hiti ? Petač 47 Seme 49 R. Hiti 54 Lap 60 | (1:2, 0:1, 4:3) | ? Felc ? S. Beravs 36 Ravnik 42 Mlakar 47 I. Jan 59 I. Jan | Gledalci: 2000 Sodnika: Gobec Sodnika: Grgec |

## Končni vrstni red
1. HK Olimpija Ljubljana
2. HK Acroni Jesenice
3. KHL Medveščak
4. HK Slavija
5. HK Partizan Beograd
6. HK Crvena Zvezda
7. HK Celje
8. HK Spartak
9. HK Kranjska Gora
10. HK Tivoli
11. HK Triglav Kranj
12. HK Mladost Zagreb
13. HK Ina Sisak
14. HK Gorenje Velenje